# Subaru BRAT
Subaru BRAT - (skrót od Bi-drive Recreational All-terrain Transporter) – wersja pick-up modelu Subaru Leone II generacji. Model BRAT był oparty bezpośrednio na wersji kombi z napędem na 4 koła. Pierwsze egzemplarze trafiły do sprzedaży w 1978 roku. Nadwozie było początkowo dwumiejscowe, jednak na rynku amerykańskim, z uwagi na przepisy celne BRAT był dostępny z dodatkowymi dwoma miejscami w przestrzeni bagażowej (z tego rozwiązania zrezygnowano w 1985 roku).
Produkcję zakończono w 1993 roku. BRAT na rynku australijskim był dostępny pod nazwą Brunby, a w Wielkiej Brytanii jako Shifter.

## Układ napędowy
Wszystkie modele BRAT posiadały stały napęd na 4 koła i były wyposażone w 4-cylindrowe silniki typu bokser z rodziny EA. Początkowo BRAT był wyposażony w jednostkę napędową o pojemności 1.6 litra i mocy 69 KM. W roku 1981 została ona zastąpiona motorem o pojemności 1.8 litra i mocy 74 KM. W 1983 do oferty włączono turbodoładowany silnik 1.8 litra dysponujący mocą 95 KM. Modele wolnossące posiadały 4-biegowe skrzynie manualne, zaś model turbodoładowany wyposażony był w 3-biegowy automat. Dodatkowo od 1981 roku wersje wyposażeniowe GL posiadały reduktor (nie dotyczy wersji turbodoładowanej).